# منشأة العطارين
قرية منشأة العطارين هي إحدى القرى التابعة لمركز ديرب نجم في محافظة الشرقية في جمهورية مصر العربية. حسب إحصاءات سنة 2006، بلغ إجمالي السكان في منشأة العطارين 2184 نسمة، منهم 1151 رجل و1033 امرأة.